# Callhyccoda
Callhyccoda là một chi bướm đêm thuộc họ Noctuidae.